# CHUMS
CHUMS（チャムス）は、アメリカ合衆国のアウトドアファッションブランドである。日本では東京にある株式会社ランドウェルが輸入総代理店となっている。ブランドアイコンはブービーバード。ただし、その姿からペンギンと間違えられることがある。

## 概要
1983年、アメリカのユタ州でラフティングのリバーガイドをしていた創業者のマイク・タゲットが、サングラスを川に落とさないためのオリジナルのリテイナー（メガネストラップ）を開発したのが始まりで、CHUMSは友人の愛犬の名前チャムリー（CHUMLEY）から取られた。ユタ州ハリケーン（en:Hurricane, Utah）に工場を設立し、チャムス オリジナルリテーナーの生産を開始する。
1986年からは帽子やウェア（ハリケーントップ）などの生産・販売を開始する。
1993年、ユタ州ハリケーンのメインストリートに販売店をオープン。
1995年にオレゴン州ポートランドに事務所を開設する。
2002年、チャールズ・フェリー（Charles Ferries）がチャムスを買収する。2007年、CHISCO社と合併しソルトレイクシティにオフィスを開設、業務を拡大する。
2012年にCHUMS ASIA Ltd.ヘッドオフィスを設立、上海にCHUMUS CHINA Ltd.ヘッドオフィスとショールームを設立する。2013年時点で、アメリカの他にアジア14か国でブランド展開している。
2016年、アイダホ州サンバレーに新しいオフィスを開設する。

## 日本での展開
1992年、ランドウェル（Landwell,Inc）が設立される。ランドウェルの創業者は土屋芳隆で、当初は衣料品などの平行輸入業を営んでいた。1995年、株式会社ランドウェルがCHUMSとリテイナーの販売代理店契約を結ぶ。1997年、ランドウェルがCHUMSとバッグ・帽子のライセンス契約を結び、翌年からはオーバーランド（Overland）社と共同でバッグを開発し輸入販売を開始する。2001年、ランドウェルがCHUMSの日本を含むアジア全域の商標権をアメリカのCHUMS社より買収する。2004年、ランドウェルがCHUMSとウェアのランセンス契約を結ぶ。
2008年、東京都表参道に日本最初の直営店「CHUMS 表参道店」をオープン、2012年に移転し売り場面積が6倍になる。
2009年、Fuji Rock Festivalへの出展（協賛）を開始。
2014年、ホンダアクセスとコラボ、2018年には第二弾が実施される。
2021年秋、オリジナル調味料「チャムス オリジナルスパイス マイルド」を発売、2023年には亀田製菓とコラボ。
2022年12月から日本マクドナルドとのコラボ「マクドナルドの福袋2023」を実施。
2023年3月、オリオンビールとコラボ。

### 直営店
2023年9月時点。
- CHUMS 表参道店（2008年オープン、2012年に移転[3]）
- CHUMS 酒々井プレミアム・アウトレット店（2015年 - [3]）
- CHUMS グランフロント大阪店（2018年 - [3]）
- CHUMS 御殿場プレミアム・アウトレット店（2020年 - [3]）
- CHUMS 昭島アウトドアヴィレッジ店（2021年 - [3]）
- CHUMS 三井アウトレットパーク ジャズドリーム長島店（2022年 - [3]）
- CHUMS 東京ソラマチ店（2023年 - [3]）
- CHUMS 昭和記念公園店（2023年 - [18]）